# Кубок обладателей Суперкубка Либертадорес 1998
Кубок обладателей Суперкубка Либертадорес 1998 — 3-й (несостоявшийся) розыгрыш турнира. Планировалось в срок с 28 мая по 7 июня 1998 года провести розыгрыш в виде турнира на выбывание. Число участников возросло до восьми. Из-за отсутствия спонсоров турнир был отложен до окончания чемпионата мира, а затем был отменён.

## Участники
- Крузейро
- Сан-Паулу
- Бока Хуниорс
- Ривер Плейт
- Велес Сарсфилд
- Расинг
- Индепендьенте
- Олимпия